# Hebecnema pseudofumosa
Hebecnema pseudofumosa är en tvåvingeart som beskrevs av Fritz Isidore van Emden 1965. Hebecnema pseudofumosa ingår i släktet Hebecnema och familjen husflugor.
Artens utbredningsområde är Myanmar. Inga underarter finns listade i Catalogue of Life.